# Okamoto Ren’ichirō
Okamoto Ren’ichirō (jap. 岡本 連一郎; * 21. Januar 1878 in der Präfektur Wakayama; † 23. Februar 1934) war ein japanischer Generalleutnant der Kaiserlich Japanischen Armee, der zwischen 1929 und 1930 stellvertretender Chef des Generalstabes der Kaiserlich Japanischen Armee war.

## Leben
Okamoto Ren’ichirō absolvierte eine Offiziersausbildung an der Heeresoffizierschule (Rikugun Shikan Gakkō), die er im November 1897 abschloss. Danach wurde er im Juni 1898 Leutnant im 27. Infanterieregiment und beendete im Dezember 1909 seine Ausbildung zum Stabsoffizier an der Heereshochschule (Rikugun Daigakkō). Danach wurde er Kompaniechef im 61. Infanterieregiment sowie anschließend Mitarbeiter im Militärsekretariat des Heeresministeriums (Rikugun-shō), ehe er Offizier im 65. Infanterieregiment war. Nach einer Verwendung im Militärattachéstab an der Gesandtschaft im Vereinigten Königreich sowie in den USA war er Kommandeur eines Bataillons des 23. Infanterieregiments sowie Instrukteur an der Heeresinfanterieschule.
Nach seiner Beförderung zum Oberst am 3. Oktober 1918 wurde Okamoto Renichirō Instrukteur an der Heereshochschule und blieb dieser vom 15. April 1919 bis zum 10. August 1920 als Offizier zugeordnet. Im Anschluss fungierte er zwischen dem 10. August 1920 und dem 8. Februar 1922 als Chef der Sektion 10 (Auswärtige Militärgeschichte) der Abteilung 4 des Generalstabes sowie im Anschluss vom 8. Februar 1922 bis zum 1. Mai 1925 als Militärattaché an der Gesandtschaft in den USA. Während dieser Zeit wurde er am 6. August 1923 zum Generalmajor befördert und war danach vom 1. Mai 1925 bis zum 19. Januar 1927 Chef des Stabes der 9. Division, ehe er zwischen dem 19. Januar 1927 und dem 1. August 1929 Leiter der Abteilung für allgemeine Angelegenheiten des Generalstabes war.
Okamoto Renichirō wurde während dieser Zeit am 8. März 1928 zum Generalleutnant befördert und löste am 1. August 1929 Generalleutnant Minami Jirō als stellvertretender Chef des Generalstabes der Kaiserlich Japanischen Armee und bekleidete diesen Posten bis zum 22. Dezember 1930, woraufhin Generalleutnant Ninomiya Osamu seine Nachfolge antrat. Zuletzt war er zwischen dem 22. Dezember 1930 und dem 28. Februar 1932 Kommandeur der Kaiserlichen Garde (Konoe shidan). Nachdem er sich vom 28. Februar bis zum 19. März 1932 in Reserve befand, wurde er am 19. März 1932 in den Ruhestand versetzt.

## Weblink
- Eintrag in Generals.dk

| Personendaten    | Personendaten               |
| ---------------- | --------------------------- |
| NAME             | Okamoto, Ren’ichirō         |
| ALTERNATIVNAMEN  | 岡本連一郎 (japanisch)      |
| KURZBESCHREIBUNG | japanischer Generalleutnant |
| GEBURTSDATUM     | 21. Januar 1878             |
| GEBURTSORT       | Präfektur Wakayama          |
| STERBEDATUM      | 23. Februar 1934            |